# Acartauchenius
Genre
Synonymes
- Trachelocamptus Simon, 1884

Acartauchenius est un genre d'araignées aranéomorphes de la famille des Linyphiidae.

## Distribution
Les espèces de ce genre se rencontrent en écozone paléarctique.

## Liste des espèces
Selon World Spider Catalog (version 23.0, 02/03/2022) :
- Acartauchenius asiaticus (Tanasevitch, 1989)
- Acartauchenius bedeli (Simon, 1884)
- Acartauchenius desertus (Tanasevitch, 1993)
- Acartauchenius hamulifer (Denis, 1937)
- Acartauchenius himalayensis Tanasevitch, 2011
- Acartauchenius insigniceps (Simon, 1894)
- Acartauchenius leprieuri (O. Pickard-Cambridge, 1875)
- Acartauchenius minor (Millidge, 1979)
- Acartauchenius monoceros (Tanasevitch, 1989)
- Acartauchenius mutabilis (Denis, 1967)
- Acartauchenius orientalis Wunderlich, 1995
- Acartauchenius planiceps Bosmans, 2002
- Acartauchenius praeceps Bosmans, 2002
- Acartauchenius sardiniensis Wunderlich, 1995
- Acartauchenius scurrilis (O. Pickard-Cambridge, 1873)
- Acartauchenius simoni Bosmans, 2002

## Systématique et taxinomie
Ce genre a été décrit par Simon en 1884 dans les Theridiidae.
Trachelocamptus a été placé en synonymie par Wunderlich en 1995.

## Publication originale
- Simon, 1884 : Les arachnides de France. Paris, vol. 5, p. 180-885 (texte intégral).